# 9. People’s Choice Awards-gála
A 9. People’s Choice Awards-gála az 1982-es év legjobb filmes, televíziós és zenés alakításait értékelte. A díjátadót 1983. március 17-én tartották, a műsor házigazdája Dick Van Dyke volt. A ceremóniát a CBS televízióadó közvetítette.

## Győztesek és jelöltek
Forrás:

### Film
| Az év filmje            | Az év ifjú filmsztárja           |
| ----------------------- | -------------------------------- |
| E. T., a földönkívüli   | Brooke Shields                   |
| Az év férfi filmsztárja | Az év női filmsztárja            |
| Burt Reynolds           | - Jane Fonda - Katharine Hepburn |

### Televízió
| Az év férfi tévés sztárja            | Az év női tévés sztárja            |
| ------------------------------------ | ---------------------------------- |
| Tom Selleck                          | - Linda Evans - Loretta Swit       |
| Az év visszatérő férfi tévés sztárja | Az év visszatérő női tévés sztárja |
| Burt Reynolds                        | Barbara Mandrell                   |
| Az év vígjátéka                      | Az év drámaműsora                  |
| MASH                                 | Külvárosi Körzet                   |
| Az év új vígjátéka                   | Az év új drámaműsora               |
| Cheers                               | Egy kórház magánélete              |
| Az év minisorozata                   | Az év ifjú tévés sztárja           |
| The Blue and the Gray                | Gary Coleman                       |
| Az év férfi előadója új tévéműsorban | Az év női előadója új tévéműsorban |
| David Hasselhoff                     | Patti Duke Astin                   |

### Zene
| Az év dala                                                | Az év dala            |
| --------------------------------------------------------- | --------------------- |
| - Lionel Richie - "Truly" - Survivor - "Eye of the Tiger" |                       |
| Az év férfi előadója                                      | Az év countryelőadója |
| Kenny Rogers                                              | Kenny Rogers          |

## Fordítás
- Ez a szócikk részben vagy egészben  a(z)   9th People's Choice Awards című angol Wikipédia-szócikk fordításán alapul.  Az eredeti cikk szerkesztőit annak laptörténete sorolja fel. Ez a jelzés csupán a megfogalmazás eredetét és a szerzői jogokat jelzi, nem szolgál a cikkben szereplő információk forrásmegjelöléseként.